# Josef Jitzchak Paritzky

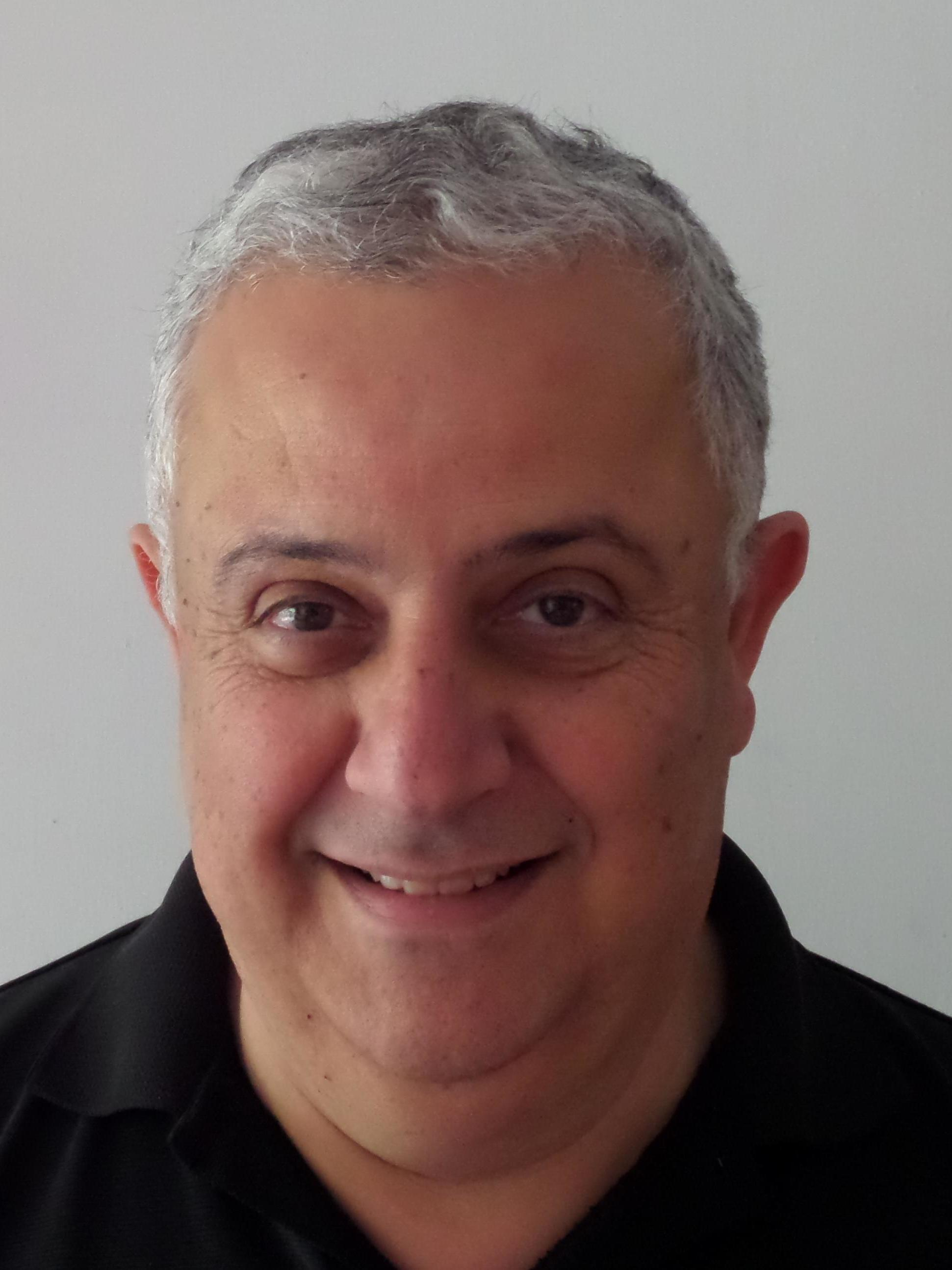
Josef Jitzchak Paritzky

Josef Jitzchak Paritzky (hebräisch יוסף יצחק פריצקי‎, * 14. September 1955 in Beit HaKerem, Jerusalem; † 5. Oktober 2021) war ein israelischer Politiker und Journalist, der sowohl in Israel als auch in den USA als Jurist zugelassen war. Vom 28. Februar 2003 bis 13. Juli 2004 war er  Minister für Energie- und Wasserversorgung  in der Regierung von Ariel Scharon. Er führte das  „natural gas system“  in Israel ein und veranlasste einschneidende Veränderungen bezüglich der Strom- und Wasserversorgung. Er führte das „Infrastructure Undersea Tunnel“-Projekt zwischen der Türkei und Israel ein. Paritzky vergab Lizenzen für die ersten privaten Energieunternehmen in Israel.